# Formazioni di SM-Liiga finlandese di pallavolo femminile 2012-2013
Formazioni delle squadre di pallavolo partecipanti alla stagione 2012-2013 del campionato finlandese di pallavolo femminile.

## LiigaEura
| N° | Nome                    | Ruolo | Data di nascita   | Nazionalità sportiva |
| -- | ----------------------- | ----- | ----------------- | -------------------- |
| -  | Jukka Koskinen          | All   | -                 | Finlandia            |
| 1  | Sanna Niemi             | P     | 29 luglio 1995    | Finlandia            |
| 2  | Saara Tikka             | C     | 9 giugno 1992     | Finlandia            |
| 3  | Anni-Leena Mäki-Valtari | P     | 13 luglio 1983    | Finlandia            |
| 4  | Elli-Noora Hiltunen     | S/O   | 2 settembre 1993  | Finlandia            |
| 5  | Heidi Horelli           | C     | 19 marzo 1985     | Finlandia            |
| 6  | Eveliina Vilponen       | C     | 29 settembre 1994 | Finlandia            |
| 7  | Pauliina Vilponen       | S/O   | 20 febbraio 1992  | Finlandia            |
| 8  | Päivi Pohjalainen       | L     | 27 settembre 1985 | Finlandia            |
| 9  | Anniina Aaltola         | S     | 17 marzo 1994     | Finlandia            |
| 10 | Anna Boricheva          | S     | 24 marzo 1980     | Bielorussia          |
| 14 | Eveliina Rautiainen     | L     | 1º aprile 1995    | Finlandia            |

## Hämeenlinnan Pallokerho Naiset
| N° | Nome               | Ruolo | Data di nascita   | Nazionalità sportiva |
| -- | ------------------ | ----- | ----------------- | -------------------- |
| -  | Kai Stenius        | All   | -                 | Finlandia            |
| 1  | Iida Paananen      | P     | 19 marzo 1994     | Finlandia            |
| 2  | Noora Lainesalo    | P     | 28 ottobre 1985   | Finlandia            |
| 3  | Sanni Rihu         | S     | 10 gennaio 1994   | Finlandia            |
| 4  | Roosa Laakkonen    | C     | 4 giugno 1994     | Finlandia            |
| 5  | Tiiamari Sievänen  | L     | 19 luglio 1994    | Finlandia            |
| 6  | Riikka Tiilikainen | S     | 9 ottobre 1990    | Finlandia            |
| 7  | Nevena Iričanin    | S     | 27 maggio 1989    | Serbia               |
| 8  | Salla Karhu        | S     | 9 aprile 1994     | Finlandia            |
| 9  | Noora Venho        | P     | 30 giugno 1992    | Finlandia            |
| 10 | Pihla Pelkiö       | C     | 27 settembre 1989 | Finlandia            |
| 12 | Marina Skender     | S     | 8 ottobre 1986    | Croazia              |
| 14 | Sonja Klisura      | S/O   | 30 giugno 1989    | Serbia               |
| 15 | Laura Pihlajamäki  | C     | 15 agosto 1990    | Finlandia            |

## LP Kangasala
| N° | Nome                | Ruolo | Data di nascita   | Nazionalità sportiva |
| -- | ------------------- | ----- | ----------------- | -------------------- |
| -  | Ismo Tahvanainen    | All   | -                 | Finlandia            |
| 3  | Mira Hämäläinen     | S/O   | 5 marzo 1994      | Finlandia            |
| 4  | Jasmine Tahvanainen | S     | 12 febbraio 1994  | Finlandia            |
| 5  | Eveliina Smolander  | C     | 1º luglio 1992    | Finlandia            |
| 6  | Magda Maras         | S     | 3 giugno 1985     | Croazia              |
| 8  | Jenni Tuovila       | S     | 10 settembre 1991 | Finlandia            |
| 9  | Johanna Siuro       | S/O   | 14 febbraio 1983  | Finlandia            |
| 10 | Kaisa Alanko        | P     | 3 gennaio 1993    | Finlandia            |
| 11 | Annika Kivioja      | C     | 7 aprile 1993     | Finlandia            |
| 12 | Sherri Williams     | C     | 14 gennaio 1982   | Stati Uniti          |
| 13 | Maria Eskola        | P     | 21 aprile 1982    | Finlandia            |
| 17 | Roosa Koskelo       | L     | 20 agosto 1991    | Finlandia            |
| -  | Riikka Lehtonen     | S     | 24 giugno 1979    | Finlandia            |

## Oriveden Ponnistus
| N° | Nome               | Ruolo | Data di nascita  | Nazionalità sportiva |
| -- | ------------------ | ----- | ---------------- | -------------------- |
| -  | László Hollósy     | All   | -                | Ungheria             |
| 1  | Kaisa Kymäläinen   | S/O   | 11 ottobre 1994  | Finlandia            |
| 2  | Eevi Ylä-Viteli    | S/O   | 8 febbraio 1996  | Finlandia            |
| 3  | Annina Antikainen  | P     | 10 giugno 1989   | Finlandia            |
| 4  | Eliza Hynes        | S     | 29 gennaio 1992  | Australia            |
| 5  | Eeva Puukka        | C     | 13 agosto 1989   | Finlandia            |
| 6  | Saara Lepistö      | C     | 2 giugno 1994    | Finlandia            |
| 7  | Anni Mäkinen       | S     | 20 gennaio 1986  | Finlandia            |
| 8  | Heidi Hietala      | L     | 17 dicembre 1983 | Finlandia            |
| 9  | Eveliina Smolander | C     | 1º luglio 1992   | Finlandia            |
| 10 | Eveliina Koljonen  | P     | 23 ottobre 1989  | Finlandia            |
| 11 | Saana Koljonen     | L     | 22 agosto 1988   | Finlandia            |
| 14 | Nette Tuominen     | S/O   | 23 gennaio 1990  | Finlandia            |
| 15 | Ágnes Pallag       | S     | 2 settembre 1993 | Ungheria             |

## Pieksämäki Volley
| N° | Nome              | Ruolo | Data di nascita  | Nazionalità sportiva |
| -- | ----------------- | ----- | ---------------- | -------------------- |
| -  | Viktor Circenko   | All   | -                | Russia               |
| 3  | Annina Antikainen | P     | 10 giugno 1989   | Finlandia            |
| 4  | Liisa Tikka       | P     | 15 giugno 1993   | Finlandia            |
| 5  | Quincy Verdin     | S     | 16 ottobre 1989  | Stati Uniti          |
| 6  | Emmi Huovinen     | L     | 16 febbraio 1996 | Finlandia            |
| 7  | Anniina Parkkinen | S     | 30 luglio 1996   | Finlandia            |
| 8  | Satu Aro          | S     | 8 settembre 1984 | Finlandia            |
| 9  | Taru Lahti        | S     | 9 dicembre 1992  | Finlandia            |
| 12 | Reetta Väisänen   | C     | 29 maggio 1986   | Finlandia            |
| 16 | Kirsi Hyttinen    | S     | 16 gennaio 1986  | Finlandia            |

## LiigaPloki Pihtipudas
| N° | Nome             | Ruolo | Data di nascita   | Nazionalità sportiva |
| -- | ---------------- | ----- | ----------------- | -------------------- |
| -  | Pertti Pyykkö    | All   | -                 | Finlandia            |
| 1  | Nikolina Alter   | C     | 30 settembre 1981 | Serbia               |
| 2  | Maiju Hiekka     | L     | 8 febbraio 1993   | Finlandia            |
| 3  | Outi Polso       | P     | 15 luglio 1987    | Finlandia            |
| 4  | Anni Sorvoja     | C     | 5 luglio 1995     | Finlandia            |
| 5  | Henna Hämäläinen | P     | 24 febbraio 1994  | Finlandia            |
| 6  | Hanna Anttila    | P     | 13 aprile 1984    | Finlandia            |
| 8  | Heta Rissanen    | S/O   | 29 gennaio 1994   | Finlandia            |
| 9  | Outi Immonen     | L     | 9 giugno 1987     | Finlandia            |
| 10 | Kayla Walker     | S     | 18 luglio 1988    | Stati Uniti          |
| 12 | Sanni Määttä     | S     | 16 gennaio 1994   | Finlandia            |
| 15 | Kelsey Black     | S     | 27 aprile 1990    | Stati Uniti          |
| 17 | Jonna Kivinen    | S     | 15 aprile 1995    | Stati Uniti          |

## LP Viesti Salo
| N° | Nome                  | Ruolo | Data di nascita   | Nazionalità sportiva |
| -- | --------------------- | ----- | ----------------- | -------------------- |
| -  | Kari Raatikainen      | All   | -                 | Finlandia            |
| 1  | Anna Lashch           | P     | 30 ottobre 1986   | Ucraina              |
| 2  | Hillaelina Hämäläinen | L     | 9 giugno 1988     | Finlandia            |
| 3  | Hillaelina Hämäläinen | C     | 28 dicembre 1993  | Finlandia            |
| 4  | Noora Kosonen         | S     | 25 settembre 1993 | Finlandia            |
| 5  | Kaisa Jokinen         | C     | 23 agosto 1983    | Finlandia            |
| 6  | Laura Iltanen         | C     | 11 settembre 1995 | Finlandia            |
| 7  | Heidi Sjöholm         | S     | 1º marzo 1994     | Finlandia            |
| 8  | Sara Kojo             | S     | 29 ottobre 1993   | Finlandia            |
| 9  | Sini Häkkinen         | S     | 19 marzo 1990     | Finlandia            |
| 10 | Mona Kärkkäinen       | S/O   | 17 aprile 1993    | Finlandia            |
| 11 | Johanna Aaltonen      | L     | 3 agosto 1994     | Finlandia            |
| 12 | Dubravka Stojanović   | C     | 31 dicembre 1985  | Serbia               |
| 13 | Vappu Ritala          | P     | 19 gennaio 1991   | Finlandia            |
| 15 | Olena Kozyriatska     | S/O   | 27 agosto 1981    | Ucraina              |

## Woman Volley
| N° | Nome               | Ruolo | Data di nascita   | Nazionalità sportiva |
| -- | ------------------ | ----- | ----------------- | -------------------- |
| -  | Pasi Rautio        | All   | -                 | Finlandia            |
| 1  | Jana Jaudzema      | S/O   | 30 settembre 1990 | Lettonia             |
| 2  | Karoliina Kyllönen | S     | 24 maggio 1992    | Finlandia            |
| 5  | Johanna Pekkarinen | S     | 15 aprile 1991    | Finlandia            |
| 6  | Tiina Räisänen     | S     | 9 aprile 1994     | Finlandia            |
| 7  | Tanja Körkkö       | L     | 15 dicembre 1987  | Finlandia            |
| 8  | Jenni Koivuranta   | P     | 25 agosto 1991    | Finlandia            |
| 9  | Noora Rautio       | P     | 25 novembre 1992  | Finlandia            |
| 10 | Heidi Koivuranta   | L     | 15 aprile 1994    | Finlandia            |
| 11 | Tiina Syrjänen     | C     | 2 febbraio 1990   | Finlandia            |
| 12 | Jenny Tahkola      | S     | 10 dicembre 1992  | Finlandia            |
| 13 | Katja Kylmäaho     | P     | 21 aprile 1994    | Finlandia            |
| 14 | Emmi Ronkainen     | C     | 13 febbraio 1990  | Finlandia            |
| 15 | Anete Krastina     | S     | 10 ottobre 1990   | Lettonia             |